# Internet Research Task Force
Die Internet Research Task Force (IRTF; deutsch „Internet-Forschungsarbeitsgruppe“) ist neben der Internet Engineering Task Force (IETF) eine von zwei Arbeitsgruppen des Internet Architecture Board (IAB). Sie wurde 1986 gegründet, um die Forschung und Entwicklung im Bereich der Netzwerke und deren Techniken zu fördern. Sie besteht aus Forschern im Bereich der Netzwerktechnik mit dem Schwerpunkt Internet.
Die Internet Research Steering Group (IRSG) leitet und koordiniert die Forschungsarbeiten. Dabei kommt es mitunter zu Schnittstellen mit den Arbeiten der IETF. Sogar bei den Mitgliedern der Gruppen gibt es Überschneidungen.
Die IRTF besteht aus Forschungsgruppen, die sich unter anderem mit folgenden Themen befassen:
1. End-to-End
2. Information Infrastructure Architecture
3. Privacy and Security
4. Internet Resource Discovery
5. Routing
6. Services Management
7. Reliable Multicast
8. Internet Congestion Control

Nähere Informationen findet man im RFC IRTF Research Group Guidelines and Procedures RFC 2014.